# Yeree Suh
Yeree Suh est une artiste lyrique et soprano coréenne.

## Biographie
Yeree Suh étudie le chant à l’Université nationale de Séoul. Élève de l'artiste lyrique allemand Harald Stamm, elle est diplômée avec mention de l’Université des arts de Berlin. La musicienne intègre l’École supérieure de musique et de théâtre Felix Mendelssohn Bartholdy de Leipzig dans la classe de Regina Werner-Dietrich, avant de se spécialiser dans la musique ancienne avec le chanteur allemand Gerd Türk à la Schola Cantorum de Bâle.

## Carrière professionnelle
En 2003, Yeree Suh réalise ses débuts professionnels au Festival d’Innsbruck. Elle interprète la Nymphe dans L’Orfeo, opéra de Claudio Monteverdi, sous la direction de René Jacobs. Un rôle qu'elle reprend un an plus tard au Staatsoper Unter den Linden, puis au Theater an der Wien en 2007,. 
L'artiste lyrique multiplie les collaborations avec les chefs et cheffes d'orchestre Václav Luks, Philippe Herreweghe, Masaaki Suzuki, Jean-Christophe Spinosi, Ilan Volkov, Ton Koopman, Baldur Broennimann, Andreas Spering, Sigiswald Kuijken ou Andrea Marcon. Yeree Suh se produit au sein des formations classiques les plus reconnues à travers le monde tels le Royal Philharmonic Orchestra de Londres, le Nieuw Ensemble d'Amsterdam, l’Ensemble Modern, le London Sinfonietta, le LA Phil New Music Group ou le BBC Scottish Symphony Orchestra. 
En 2011, sa voix accompagne également l'œuvre A Mind of Winter du compositeur britannique George Benjamin, dirigée par Paavo Järvi avec le Radio-Sinfonie-Orchester de Francfort. L'artiste part en tournée la même année avec le Concerto Köln, pour une série de concerts dédiés au Schauspieldirektor de Wolfgang Amadeus Mozart. Pour ses débuts à New York, elle chante Mysteries of the Macabre de György Ligeti et Akrostikon-Wortspiel d’Unsuk Chin avec l’Ensemble intercontemporain sous la direction de la cheffe d'orchestre Susanna Mälkki. 
Lors de la saison musicale 2015-2016, Yeree Suh part en tournée avec la Passion selon saint Matthieu de Jean-Sébastien Bach, sous la direction de Masaaki Suzuki. Elle interprète également la partition Akrostikon Wortspiel d’Unsuk Chin avec l’Orchestre philharmonique de Radio France et L’amor prigioniero de Johann Adolph Hasse accompagnée du Budapest Festival Orchestra et du chef d'orchestre Sigiswald Kuijken. 

## Collaborations
Parmi les moments marquants de sa carrière dans la musique contemporaine, Yeree Suh se produit au Théâtre de Bâle pour l’opéra Drei Frauen du compositeur allemand Wolfgang Rihm et accompagne le Seoul Philarmonic Orchestra dirigé par Peter Eötvös. Elle participe à la première européenne de with lilies white de Matthias Pintscher, accompagné du Deutsches Staatsorchester dirigé par Kent Nagano à Berlin, puis au Konzerthaus Dortmund. Elle chante des œuvres contemporaines telles Outis de Hanspeter Kyburtz avec l’Ensemble Intercontemporain à Paris, la création mondiale Serpent rouge de Torsten Rasch, Semele de Haendel au Festival de Beijing et accompagne l'artiste Sian Edwards. Lors de sa dernière saison avec l’Akademie für Alte Musik Berlin, Yerre Suh entreprend une tournée en Corée du Sud avec les cantates de Jean-Sébastien Bach.
Lors du Festival Archipel 2012, Yeree Suh a donné en création mondiale Nachlese Vb de Michael Jarrell avec l’Ensemble Contrechamps et Pascal Rophé.
En 2010, pour les 85 ans du compositeur Pierre Boulez, elle interprète avec Jonathan Nott et le Bamberger Symphoniker, l'œuvre Pli selon pli lors du Festival de musique de Berlin, avant une nouvelle prestation cinq ans plus tard accompagnée du BBC Symphony Orchestra pour le 90e anniversaire du chef d'orchestre, auteur et pianiste français,. En 2016, la soprano s'empare une nouvelle fois des compositions de Pierre Boulez pour une interprétation de Le Soleil des eaux, au Festival de Lucerne sous la direction de Pablo Heras-Casado,.

## Discographie
- 2008 : Musik der Hamburger Pfeffersäcke, Georg Friedrich Haendel, Georg PhilippTelemann, Reinhard Keiser avec l’Elbipolis Barockorchester, Yeree Suh, Raumklang, Harmonia Mundi
- 2009 : Didon et Énée d'Henry Purcell, sous la direction de Leonardo García Alarcón avec Lavanant Linke, Meerapfel, Yeree Suh, Ambronay
- 2011 : Cantates - Intégrale - Volume 13, Jean-Sébastien Bach avec Sigiswald Kuijken, Petra Noskaiova et Yeree Suh, Accent
- 2011 : Cantates - Intégrale, volume 14, Jean-Sébastien Bach avec Yeree Suh, Noskaiova et Genz, Accent
- 2013 : Round time de Luis Tinoco avec Quintans, Yeree Suh, Orquestra Gulbenkian et Domingos Camarinha, Naxos
- 2015 : Schubertiade : Du holde Kunst, ich danke dir, Franz Schubert par Jos van Immerseel, Yeree Suh et Claire Chevallier, Alpha
- 2015 : Lauda per la nativita del signore d'Ottorino Respighi et Francis Poulenc, avec Yeree Suh, Kristine Larissa Funkhauser, Krystian Adam et Nicolas Fink, Carus

## Répertoire
Parmi une liste non exhaustive :
- Orfeo de Claudio Monteverdi, direction de René Jacobs, Innsbrucker Festwochen, 2003
- Orfeo de Claudio Monteverdi, direction de René Jacobs, Deutsche Staatsoper Berlin, 2004
- Orfeo de Claudio Monteverdi, direction de René Jacobs, Theater an der Wien, 2007
- Apollo e Dafne de Georg Friedrich Haendel, direction d'Andrea Marcon avec l’Orchestre baroque de Venise
- Le Songe d’une nuit d’été de Felix Mendessohn, direction de Philippe Herreweghe
- Mysteries of the Macabre de György Ligeti
- Akrostikon-Wortspiel d’Unsuk Chin, direction de Susanna Mälkki avec l’Ensemble Intercontemporain, puis avec l’Orchestre philharmonique de Radio France
- Les Sept Paroles d'Heinrich Schütz, direction de Ton Koopman avec  le Deutsche Symphonie Orchester de Berlin
- Les Madrigaux de Claudio Monteverdi, direction de René Jacobs
- Outis de Hanspeter Kyburtz avec l’Ensemble Intercontemporain, Paris
- Serpent rouge de Torsten Rasch
- La Belezza de Il Trionfo del tempo e del disinganno de Georg Friedrich Haendel, direction d'Andreas Spering
- Le Messie de Georg Friedrich Haendel, sous la direction de Frieder Bernius et Masaaki Suzuki avec l’Orchestre symphonique de Munich
- Carmina burana et Hansel und Gretel de Carl Orff avec le Münchner Symphoniker
- Exsultate, Jubilate de Wolfgang Amadeus Mozart avec le Württemberg Chamber Orchestra Heilbronn
- Messe en fa mineur d'Anton Bruckner avec l’Orchestre Bach de Fribourg
- Ariadne Monologue de Wolfgang Rihm, Théâtre de Bâle
- with lilies white de Matthias Pintscher, direction de Kent Nagano, Philharmonie de Berlin et Konzerthaus de Dortmund
- Oratorio de Noël de Jean-Sébastien Bach, direction de Rubén Dubrovsky avec l’Orchestre de la Radio espagnole
- Oratorio de Pâques et cantates de Jean-Sébastien Bach, sous la direction de Sigiswald Kuijken avec La Petite Bande
- Three Settings of Celan d'Harrison Birtwistle, sous la direction de Jeffrey Milarsky avec le LA Phil New Music Group
- L’amor prigioniero de Johann Adolph Hasse, direction de Sigiswald Kuijken avec le Budapest Festival Orchestra
- Passion selon saint Matthieu de Jean-Sébastien Bach, sous la direction de Masaaki Suzuki